# Breezy Point
Breezy Point és una població dels Estats Units a l'estat de Minnesota. Segons el cens del 2000 tenia 979 habitants.

## Demografia
Segons el cens del 2000, Breezy Point tenia 979 habitants, 413 habitatges, i 306 famílies. La densitat de població era de 28,8 habitants per km².
Dels 413 habitatges en un 28,1% hi vivien nens de menys de 18 anys, en un 66,3% hi vivien parelles casades, en un 4,8% dones solteres, i en un 25,7% no eren unitats familiars. En el 19,9% dels habitatges hi vivien persones soles el 5,8% de les quals corresponia a persones de 65 anys o més que vivien soles. El nombre mitjà de persones vivint en cada habitatge era de 2,37 i el nombre mitjà de persones que vivien en cada família era de 2,69.
Per edats la població es repartia de la següent manera: un 21,9% tenia menys de 18 anys, un 5,3% entre 18 i 24, un 24,2% entre 25 i 44, un 29,2% de 45 a 60 i un 19,4% 65 anys o més.
L'edat mediana era de 43 anys. Per cada 100 dones de 18 o més anys hi havia 102,4 homes.
La renda mediana per habitatge era de 44.000 $ i la renda mediana per família de 49.063 $. Els homes tenien una renda mediana de 38.125 $ mentre que les dones 21.397 $. La renda per capita de la població era de 21.959 $. Entorn del 2,9% de les famílies i el 6,2% de la població estaven per davall del llindar de pobresa.

## Poblacions més properes
El següent diagrama mostra les poblacions més properes.